# Joselu (calciatore 1991)
José Luis Moreno Barroso, meglio conosciuto come Joselu (Cartaya, 3 marzo 1991), è un ex calciatore spagnolo, di ruolo attaccante.